# Cerda
Cerda je obec v provincii Palermo v autonomním regionu Sicílie v Itálii v nadmořské výšce 274 m n. m.
K 30. listopadu 2016 zde žilo 5252 obyvatel.

## Poloha
Cerda leží 45 km jihovýchodně od Palerma. Obyvatelstvo se živí převážně zemědělstvím a drobnou řemeslnou výrobou.
Sousedními obcemi jsou Alia, Aliminusa, Montemaggiore Belsito, Collesano, Sciara, Scillato, Sclafani Bagni a Termini Imerese.

## Historie
Obec se v minulosti jmenovala Tavernanova.

## Pamětihodnosti
- farní kostel ze 16. století
- palác
- závodní trať Cerda, část závodní trati Targa Florio
- Sagra del Carciofo, slavnost artyčoků se koná od roku 1981 každoročně 25. dubna[2]